# 533
533 је била проста година.

## Догађаји
- Пролеће – Вандалски рат: Антивандалска побуна у Триполитанији и Сардинији; Гелимер, краљ Вандала, шаље већину вандалске флоте (120 бродова и 5.000 људи) под својим братом Цазом на Сардинију. Византијске снаге из Киренаике заузимају Лептис Магну и Триполис.
- Лето – Цар Јустинијан I одржава ратни сабор у Цариграду. Његови саветници га упозоравају да не покреће експедицију на Северну Африку, због водова снабдевања (1000 миља у вандалске воде) и огромног одлива царске ризнице. Јустинијан поставља Велизара да командује византијском војском.
- Септембар – Велизар стиже на Сицилију, коју користи као одмаралиште, уз дозволу остроготске краљице Амаласунте, ћерке Теодорика Великог и регента Италије. Остроготи му помажу са залихама и флота је спремна за последњи напад.
- Теудеберт I је наследио свог оца Теудерика I и постао краљ Аустразије.

### Јануар
- 2. јануар — Меркурије је постао папа Јован II, први папа који усваја ново име при уздизању.

### Март
- 25. март – У писму, цар Јустинијан I проглашава римског епископа Јована за „поглавара свих епископа, и правог и делотворног исправљача јеретика“.

### Јун
- 21. јун – Византијска експедициона флота под Велизаром испловљава у 500 транспорта, у пратњи 92 ратна брода (дромона), са 20.000 морнара из Цариграда, да нападне Вандале у Африци, преко Грчке и Сицилије. Флота има 10.000 пешака, око пола византијских и пола федералаца и 5.000 коњаника, које се састоје од 3.000 византијских коњаника, 1.000 страних савезника (Хуна и Херула) и 1.500 Велизарових присталица. На заставном броду Велизар је у пратњи свог војног секретара Прокопија и његове супруге Антонине.

### Септембар
- 9. септембар – Византијска војска се искрцава у Капут Вади (савремени Тунис). Велизар креће са својом војском на север, према Картагини (преко 140 миља), пратећи обалу, у пратњи флоте и у сенци Гелимера. Током марша, вандалски градови падају без борбе.
- 13. септембар — Византијска војска под командом Велизара победила је вандалску војску под командом краља Гелимера у бици код Ад Децимума (на десетој миљи од Картагине).

### Децембар
- 15. децембар — Битка код Трикамарума: Гелимер окупља војску од око 50.000 људи код Була Региа (Нумидија) и напредује према Картагини. Велизар креће у сусрет Вандалима; он води византијску коњицу (5.000 људи) у битку. Не чекајући да његова пешадија дође, он јуриша, упркос изгледима од скоро 10 према 1, и збуни Гелимера. Велизар заузео Вандалски логор на јуриш. Цазо је убијен у борби свих коњица, а Гелимер је приморан да потражи уточиште у планинама Туниса код Бербера.